# 柳川春三

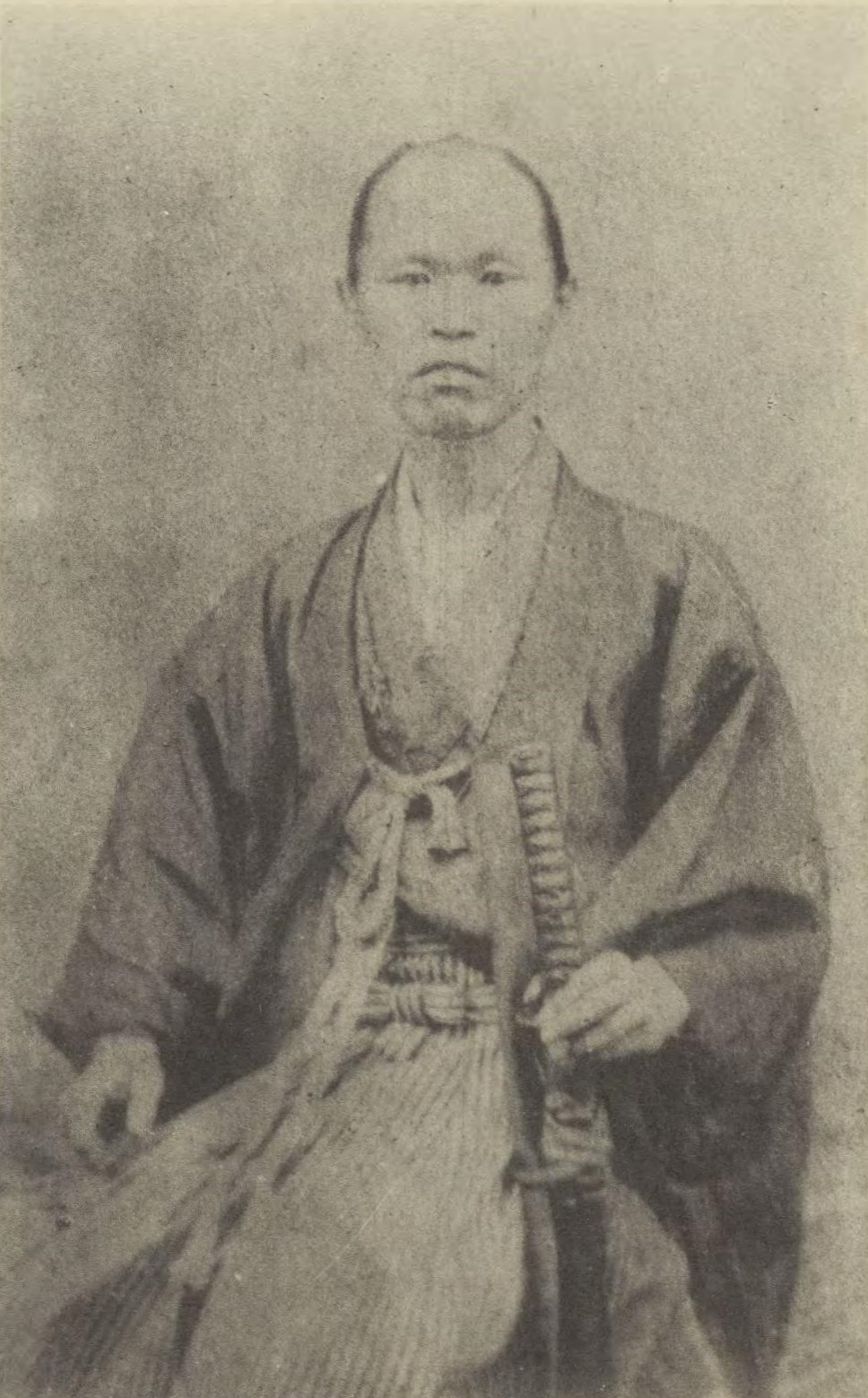
柳河春三

柳川 春三（やながわ しゅんさん、天保3年2月25日（1832年3月27日）- 明治3年2月20日（1870年3月21日）は、幕末の洋学者。柳河春三とも表記される。初名は西村辰助、後に良三。本姓は栗本、名は春蔭。号は臥孟、楊江。
オランダ語、英語、フランス語に通じた。慶応3年（1867年）に日本初の月刊雑誌『西洋雑誌』を創刊、慶応4年に日本人の手による民間初の新聞『中外新聞』を創刊した。

## 来歴
名古屋に生まれる。本名は西村辰助で、後に良三と改めた。尾張藩の砲術家上田帯刀と伊藤圭介に蘭学を学ぶ。1856年（安政3年）、江戸に出て柳河春三と名乗る。1857年（安政4年）、和歌山藩の水野忠央の知遇を得て和歌山藩の蘭学所へ出仕する。この頃、『洋学指針』『洋算用法』を出版する。
1864年（元治元年）、江戸幕府の開成所教授となる。開成所では職務として外国新聞の翻訳をしていたが、そのかたわら同僚と会訳社を結成し、回覧雑誌の編集やニュースを集めた『新聞薈叢』をまとめたりした。1867年10月には日本初の月刊雑誌『西洋雑誌』を創刊した。1868年2月には日本人の手による民間初の新聞『中外新聞』を創刊する。スタッフには開成所同僚の渡部温もいた。上野彰義隊を報じた「別段中外新聞」は、日本初の号外新聞となった。1868年（慶応4年）3月、開成所の頭取に任ぜられる。
1869年（明治2年）7月、大学少博士に任ぜられ、学校制度の調査に当たった。10月、大学少博士を免官となる。1870年（明治3年）2月20日、肺結核のため死去した。享年39。

## エピソード
晩年は肺病を患っていたが平然と過ごし、誰も重病だと気づかなかった。見舞いに来た宇都宮三郎と鰻を食した後に喀血して亡くなった。

## 著作
- 『洋学指針』 安政4年4月
  - 『洋学指針』 明治元年再校
- 『洋算用法』 安政4年9月
  - 青木国夫ほか編集委員 『江戸科学古典叢書 20』 恒和出版、1979年9月
- 『横浜繁昌記』 錦渓老人著
- 『官版 洋学便覧』 慶応2年初集 ／ 慶応3年二集
- 『洋学指針 英学部』 慶応3年
  - 杉本つとむ編 『日本英語文化史資料』 八坂書房、1985年8月
- 『うひまなび』
- 『万国新話』 明治元年
  - 吉野作造編輯代表 『明治文化全集 第十六巻 外国文化篇』 日本評論社、1928年2月 ／ 明治文化研究会編 『明治文化全集 第七巻 外国文化篇』 日本評論新社、1955年6月  ／ 明治文化研究会編 『明治文化全集 第十七巻 外国文化篇』 日本評論社、1992年10月、ISBN 4535042578
- 『通客必用 算法珍書』 洒落斎唐人著、明治2年
- 『西洋時計便覧』 明治2年
  - 吉野作造編輯代表 『明治文化全集 第十九巻 風俗篇』 日本評論社、1928年2月 ／ 明治文化研究会編 『明治文化全集 第八巻 風俗篇』 日本評論新社、1955年2月 ／  明治文化研究会編 『明治文化全集 第二十巻 風俗篇』 日本評論社、1992年10月、ISBN 4535042608
- 『西洋将棊指南』 喫霞仙史編、明治2年
  - 前掲 『明治文化全集 第十九巻 風俗篇』
- 『亜彼西字様』

翻訳
- 『写真鏡図説』 慶応3年初編 ／ 明治元年第二編
  - 吉野作造編輯代表 『明治文化全集 第二十四巻 科学篇』 日本評論社、1930年2月 ／ 明治文化研究会編 『明治文化全集 第二十七巻 科学篇』 日本評論社、1967年9月 ／ 明治文化研究会編 『明治文化全集 第二十六巻 科学篇』 日本評論社、1993年1月、ISBN 4535042667
  - 名古屋市教育委員会著編 『名古屋叢書 第13巻 科学編』 愛知県郷土資料刊行会、1963年9月
  - 青木国夫ほか編集委員 『江戸科学古典叢書 38』 恒和出版、1983年1月
- 『蚕種説 附刻蚕種商法』 明治2年
  - 吉野作造編輯代表 『明治文化全集 第九巻 経済篇』 日本評論社、1929年8月 ／ 明治文化研究会編 『明治文化全集 第十二巻 経済篇』 日本評論新社、1957年1月 ／ 明治文化研究会編 『明治文化全集 第十巻 経済篇』 日本評論社、1992年7月、ISBN 4535042500
- 『格物入門和解』 明治2年初編（上下2冊）

新聞・雑誌
- 『西洋雑誌』 慶応3年-明治2年
  - 吉野作造編輯代表 『明治文化全集 第十八巻 雑誌篇』 日本評論社、1928年12月 ／ 明治文化研究会編 『明治文化全集 第五巻 雑誌篇』 日本評論新社、1955年12月 ／ 明治文化研究会編 『明治文化全集 第十九巻 雑誌篇』 日本評論社、1992年10月、ISBN 4535042594
  - 『柳河春三資料 西洋雑誌（慶應三-明治二年）』 湖北社〈近代日本学芸資料叢書〉、1985年4月
- 『中外新聞』 慶応4年、明治2年-明治3年 ／ 『中外新聞外篇』 慶応4年
  - 吉野作造編輯代表 『明治文化全集 第十七巻 新聞篇』 日本評論社、1933年6月 ／ 明治文化研究会編 『明治文化全集 第四巻 新聞篇』 日本評論新社、1955年3月 ／ 明治文化研究会編 『明治文化全集 第十八巻 新聞篇』 日本評論社、1992年10月、ISBN 4535042586
  - 明治文化研究会編 『幕末明治 新聞全集 第三巻』  大誠堂、1934年12月 ／ 世界文庫、1961年11月
  - 北根豊監修 『日本初期新聞全集』13-16、22-27、ぺりかん社、1988年8月-1989年2月、1990年2月-1990年12月
- 『新聞薈叢』 尾佐竹猛編輯代表、岩波書店、1934年2月、ISBN 4000029525
  - 『新聞薈叢』 会訳社編、名著刊行会、1968年7月

## 関連文献
- 尾佐竹猛『新聞雑誌の創始者 柳河春三』名古屋史談会、1920年。NDLJP:958097。
  - 尾佐竹猛『新聞雑誌の創始者 柳河春三』高山書院〈高山叢書〉、1940年。NDLJP:1906127。
  - 尾佐竹猛『新聞雑誌の創始者 柳河春三』湖北社〈近代日本学芸資料叢書〉、1985年。
  - 尾佐竹猛『尾佐竹猛著作集』 20巻、ゆまに書房、2006年。ISBN 4843319120。
- 小野秀雄、杉山栄『三代言論人集 第1巻 柳川春三』時事通信社、1962年。
- 「故 柳河春蔭（文部省四）」（国立公文書館所蔵 「昭和大礼贈位書類第十四冊」）
- 日本歴史学会 編『明治維新人名辞典』吉川弘文館、1981年9月。ISBN 4642031146。